# Nà Hẩu
Nà Hẩu là một xã thuộc huyện Văn Yên, tỉnh Yên Bái, Việt Nam.

## Địa lý
Xã Nà Hẩu có vị trí địa lý:
- Phía đông giáp xã Mỏ Vàng
- Phía tây giáp xã Xuân Tầm
- Phía nam giáp huyện Văn Chấn
- Phía bắc giáp xã Đại Sơn.

Xã Nà Hẩu có diện tích 56,40 km², dân số năm 2019 là 2.328 người, mật độ dân số đạt 41 người/km².

## Lịch sử
Địa bàn, xã Nà Hẩu hiện nay là một phần của xã Mỏ Vàng.
Ngày 11 tháng 1 năm 1986, Hội đồng Bộ trưởng ban hành Quyết định 03/HĐBT về việc:
- Chia xã Mỏ Vàng thành hai xã là xã Mỏ Vàng và xã Nà Hẩu.
- Xã Nà Hẩu có diện tích tự nhiện 4.270 hécta.